# Discurso de Cory Booker
O discurso de Cory Booker refere-se a um discurso proferido por Cory Booker, senador democrata de Nova Jersey, de 31 de março de 2025 a 1.º de abril de 2025, considerado um "maratona" em protesto contra as medidas políticas adotadas no início do segundo mandato de Donald Trump e as operações do departamento de Eficiência Governamental de Elon Musk.
O discurso começou às 19h, horário do leste, em 31 de março e terminou às 20h05min, horário do leste, em 1.º de abril. Tornou-se o mais longo discurso na história do Senado dos Estados Unidos, superando a obstrução de Strom Thurmond à Lei dos Direitos Civis de 1957.

## Contexto
Com algumas exceções, o Senado dos Estados Unidos não limita a duração do debate nem o tempo permitido para cada orador falar. Na maioria dos casos, um senador que recebe permissão do Presidente do Senado dos Estados Unidos para falar pode falar indefinidamente, desde que ele ou ela "fique de pé", não sai da sala e "fale mais ou menos continuamente".
O discurso começou às 19h no horário do Leste em 31 de março de 2025, durante as deliberações sobre a confirmação de Matthew Whitaker como Representante Permanente na OTAN. Como o Senado terminou a votação, alguns observadores acreditaram que não se tratava de uma obstrução, que se refere exclusivamente a um longo discurso destinado a obstruir uma votação.
Cory Booker pediu a um funcionário do Senado que retirasse sua cadeira. Ele trazia com ele vários fichários de documentos, incluindo artigos de fontes bipartidárias e cartas de seus eleitores. O discurso foi transmitido pela C-Span e depois ao vivo no TikTok e no YouTube. Vários meios de comunicação também transmitiram o discurso ao vivo, incluindo a Associated Press, PBS, CBS News e The Guardian.
Booker dedicou o início do seu discurso a John Lewis, um ativista dos direitos civis e político que morreu em 2020. O discurso pretendia protestar contra políticas já implementadas durante a segunda presidência de Donald Trump, como o anunciado desmantelamento do Departamento de Educação, a violação de ordens judiciais e a expulsão de estudantes universitários pertencentes ao movimento pró-Palestina. Ele criticou Trump e Elon Musk, por "demonstrarem um completo desrespeito pelo Estado de direito, pela Constituição e pelas necessidades do povo americano". Ele também criticou o Departamento de Eficiência Governamental liderado por Elon Musk.